# Roberto Gargarella
Roberto Gargarella (Buenos Aires, 1964) es un abogado, jurista, sociólogo, escritor y académico argentino especialista en derechos humanos, democracia, filosofía política, derecho constitucional e igualdad y desarrollo. Actualmente es profesor en la Universidad Torcuato Di Tella y en la Universidad de Buenos Aires e investigador principal del proyecto "Institutional Changes for Democratic Dialogue (ICDD)” financiado por el Consejo Europeo de Investigación en la Universidad Pompeu Fabra.
Además, es director de la Revista Argentina de Teoría Jurídica.

## Biografía
Abogado por la Universidad de Buenos Aires en 1985. Sociólogo por la Universidad de Buenos Aires en 1987. Máster en Ciencia política por la Facultad Latinoamericana de Ciencias Sociales, Bs.Aires, en 1990. Doctor en derecho por la Universidad de Buenos Aires en 1991.  Cursó sus estudios postdoctorales en el Balliol College, Oxford, en 1994.
Fue investigador del Centro de Estudios Institucionales desde 1989 hasta 1991. Fue profesor visitante en Columbia University en 2003, en la New York University en 2000, en la Universidad de Bergen en 2003, en la Southwestern University School of Law en 2002, en la Universidad de Oslo en 1997, y en la Universidad Pompeu Fabra de Barcelona de 1993 a 1999. [cita requerida]Actualmente se desempeña como Profesor de Teoría Constitucional y Filosofía Política en la Universidad Torcuato Di Tella y de Derecho Constitucional en la Universidad de Buenos Aires. 
Fue becado varias veces por la Fundación Antorchas, por el British Council, y por la John Simon Guggenheim Foundation.
Ha sido, entre otros puestos académicos, profesor en doctorado en Sociología, profesor de Filosofía Política, Filosofía del Derecho, investigador del CONICET.
En 2014 recibió el Diploma al Mérito de los Premios Konex en la disciplina "Ensayo Político y Sociológico", en 2016 en la disciplina "Teoría y Filosofía del Derecho" y en 2024 el Konex de Platino en "Ensayo Político".
En julio de 2019 es nombrado doctor honoris causa por la Universidad de Valparaíso (Chile).

## Obra y pensamiento

### Formación e influencias
Su primera formación teórica se encuentra muy ligada a la obra de Carlos Nino, de quien fue discípulo en su primera juventud y con quien llegó a publicar un libro sobre el presidencialismo argentino. La súbita muerte de su maestro no impidió que Gargarella profundizara en la formación recibida que con matices mantiene a lo largo de toda su obra posterior.
Además de su maestro Carlos Nino, numerosos autores y obras han influido en el pensamiento de Gargarella y son citadas en reiteradas ocasiones: 
- Autores como Owen Fiss, Jon Elster, Joseph Raz, Bernand Manin, Adam Przeworski, Gerald Cohen, Joshua Cohen, Jeremy Waldron, Cass Sunstein, John Ely.
- Autores del movimiento norteamericano conocido como Critical Legal Studies: Roberto Mangabeira Unger, Duncan Kennedy o Mark Tushnet)
- Autores de la Law & Society Association (por ejemplo, Marc Galanter),
- Otros autores como Alexander Bickel,
- Constitucionalismo popular: Jack Balkin o Sanford Levison.

### Derecho y justicia
Gargarella mantiene una concepción deliberativa de la democracia basada en la experiencia dialógica (Habermas), los límites a la respuesta penal punitiva y los principios que conforman las bases mismas del estado de derecho (autonomía, inviolabilidad y dignidad de la persona). En ello basa sus criterios a la hora de mostrar alternativas a temas como la pena de prisión o la necesidad de un debate público robusto que incluya al Estado y su población. Defiende también la construcción ética de los principios constitucionales, considerándolos como principios morales, postura propia del iusnaturalismo racionalista kantiano. Asimismo, rechaza los argumentos perfeccionistas que impliquen la imposición de ideales de excelencia personal ajenos a la libre decisión del individuo; todo ello en la medida que este asuma virtudes cívicas elementales y acepte estándares mínimos del sistema democrático.
Otras de sus preocupaciones se centran la teoría de la justicia, en cuyo análisis actualizó la obra de John Rawls llevando al corriente las discusiones teóricas sobre el justo desenvolvimiento de las democracias, particularmente respecto de los sectores más vulnerables de la sociedad.

### Actividad académica
Coordina un Seminario de Teoría Constitucional y Filosofía Política en la Facultad de Derecho de la Universidad de Buenos Aires. Es el director de la Revista Argentina de Teoría Jurídica, cuyos editores son alumnos de la Universidad Torcuato di Tella.

## Ponencia sobre el debate del aborto
El 12 de abril de 2018 Roberto Gargarella asistió a la segunda jornada de debate por la legalización del aborto en Argentina en el 2.º plenario de comisiones del Congreso de la Nación manifestando su posición a favor del aborto manifestando lo siguiente: “Si en Sudáfrica hubiera hoy una norma racial discriminatoria escrita por una minoría blanca, no tendría validez porque no hay un acuerdo democrático que la sostenga". La normativa sobre aborto vigente está escrita por “varones católicos”, por eso es jurídicamente impugnable.

## Obra escrita
Se compone de más de 25 libros y numerosos artículos. Entre aquellos cabe mencionar:
- 2023 - Manifiesto por un derecho de izquierda.(Buenos Aires: Siglo XXI).
- 2021 - El derecho como una conversacion entre iguales.(Buenos Aires: Siglo XXI).
- 2016 - Comentarios de la Constitución Nacional Argentina. Jurisprudencia y Doctrina: Una mirada igualitaria.
- 2014 - La sala de máquinas de la Constitución. Dos siglos de constitucionalismo en América Latina (1810-2010) (Buenos Aires: Katz).
- 2008 - As teorias da justiça depois de Rawls: um breve manual de filosofía política, Trad. Alonso Reis Freire (São Paulo: WMF Martins Fontes).
- 2008 - Teoría y Crítica del Derecho Constitucional (Buenos Aires, AbeledoPerrot, 2008).
- 2008 - Homenaje a Carlos Nino, editado con Marcelo Alegre (Buenos Aires, La Ley, 2008).
- 2005 -  El derecho a la protesta. El primer derecho. Departamento de Publicaciones UBA y Editorial Ad-Hoc.
- 2005 - Los fundamentos legales de la desigualdad. El constitucionalismo en América (1776-1860)', Siglo XXI, 2005
- 2004 - Democratization and the Judiciary, editado con S. Gloppen and E. Skaar (Londres, Frank Cass: 2004).
- 2004 - Nuevas ideas republicanas, editado con Félix Ovejero y J.L.Martí (Barcelona, Paidós).
- 2004 - Crítica de la Constitución (Buenos Aires, Cecoopal).
- 2000 - Razones para el socialismo, editado con F. Ovejero (Barcelona: Paidós).
- 2000 - The Scepter of Reason (Dordrecht: Kluwer).
- 1999 - Derecho y grupos desaventajados (Barcelona: Gedisa).
- 1999 - Las teorías de la justicia después de Rawls (Barcelona: Paidós).
- 1996 - La justicia frente al gobierno (Barcelona: Ariel).
- 1996 - Crisis del sistema representativo (México: Fontamara).
- 1995 - Nos los representantes (Bs. Aires: Miño y Dávila, 1995).

## Premios y reconocimientos
- Primer Premio Nacional en Sociología (1988).[7]
- Premio al mérito docente (Mejor Profesor) - Universidad Torcuato Di Tella (2007).[7]
- Premio al mérito docente (Mejor Profesor) - Universidad Torcuato Di Tella (2006).[7]
- Premio Konex 2014 - Letrasː Ensayo Político y Sociológico.[8]
- Premio Konex 2016 - Humanidadesː Teoría y Filosofía del Derecho.[9]
- Doctor honoris causa de la Universidad de Valparaíso, Chile (2019).[10]
- Doctor honoris causa de la Universidad del Valle de Cochabamba, Bolivia (2023).[7]
- Doctor honoris causa de la Universidad Nacional de Tucumán, Argentina (2024).[11]
- Premio Konex de Platino 2024 - Letrasː Ensayo Político.[12]